# Protocetus
Protocetus („prvotní kytovec“) byl rod vývojově primitivního kytovce, žijící během středního eocénu, asi před 45 miliony let, na území současného Egypta (lokalita Gebel Mokattam, nedaleko Káhiry).

## Historie a popis

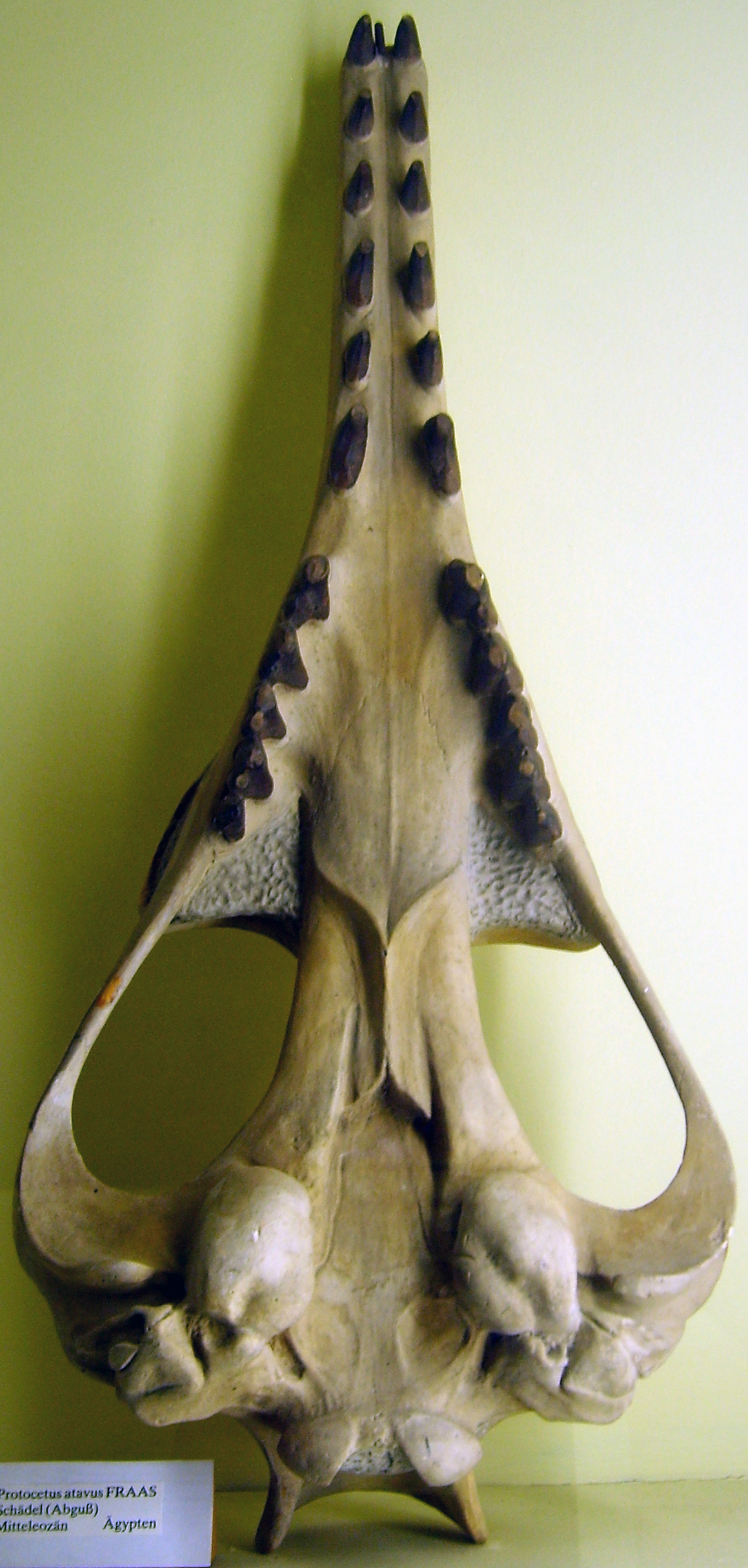
Protocetus – pohled na horní část lebky ze spodní strany.

Fosilie tohoto vývojově primitivního zástupce kytovců byly objeveny na území Egypta (holotyp nese označení SMNS 11086) a jedná se o částečně zachovanou lebku a několik obratlů a žeber. Následně fosilie prozkoumal německý paleontolog Eberhard Fraas, který také roku 1904 publikoval formální popis. V něm stanovil pro nález nové vědecké jméno Protocetus atavus.
Celkově se protocetus podobal menším kytovcům, například běluhám a delfínům. Měl proudnicovitě tvarované tělo, dlouhé jen asi 2,5 metru. Dokázal již slyšet pod vodou, ale schopnost echolokace ještě pravděpodobně nebyla vyvinuta. Některé anatomické znaky na kostře jsou značně primitivní, jedná se například o přítomnost malých zadních ploutví, zachované kostry prstů v předních ploutvích nebo přítomnost mohutných čelistí s ostrými zuby. Protoceti byli pravděpodobně aktivní lovci, kteří se živili menšími vodními obratlovci i bezobratlými. Celkově lze konstatovat, že Protocetus představoval evolučního nástupce nejstarších forem kytovců, jako byly rody Ambulocetus nebo Pakicetus.